# 韋蒂什鄉
47°48′N 22°46′E / 47.800°N 22.767°E
韋蒂什鄉（羅馬尼亞語：Comuna Vetiș, Satu Mare），是羅馬尼亞的鄉份，位於該國西北部，由薩圖馬雷縣負責管轄，面積46平方公里，海拔高度121米，2007年人口4,700，人口密度每平方公里101人。